# 烏思蔵納里速古児孫等三路宣慰使司都元帥府
烏思蔵納里速古児孫等三路宣慰使司都元帥府（ウー・ツァン・ガリコルスムとうさんろ-せんいじしとげんすいふ）は、モンゴル支配時代のチベットに置かれた地方行政機構。宣政院に属する「西番三道宣慰使司（＝チベット3チョルカ）」の一つで、チベット高原中央部のウー・ツァン地方と西部のガリコルスム地方を管轄した。
元々はウー・ツァン地方のみを管轄する「烏思蔵宣慰司」という名称であったが、ディクン派の乱を経て大元ウルスの支配がチベット高原西部まで及んだため、西部ガリ地方を加えて「烏思蔵納里速古児孫等三路」に改名した。

## 概要

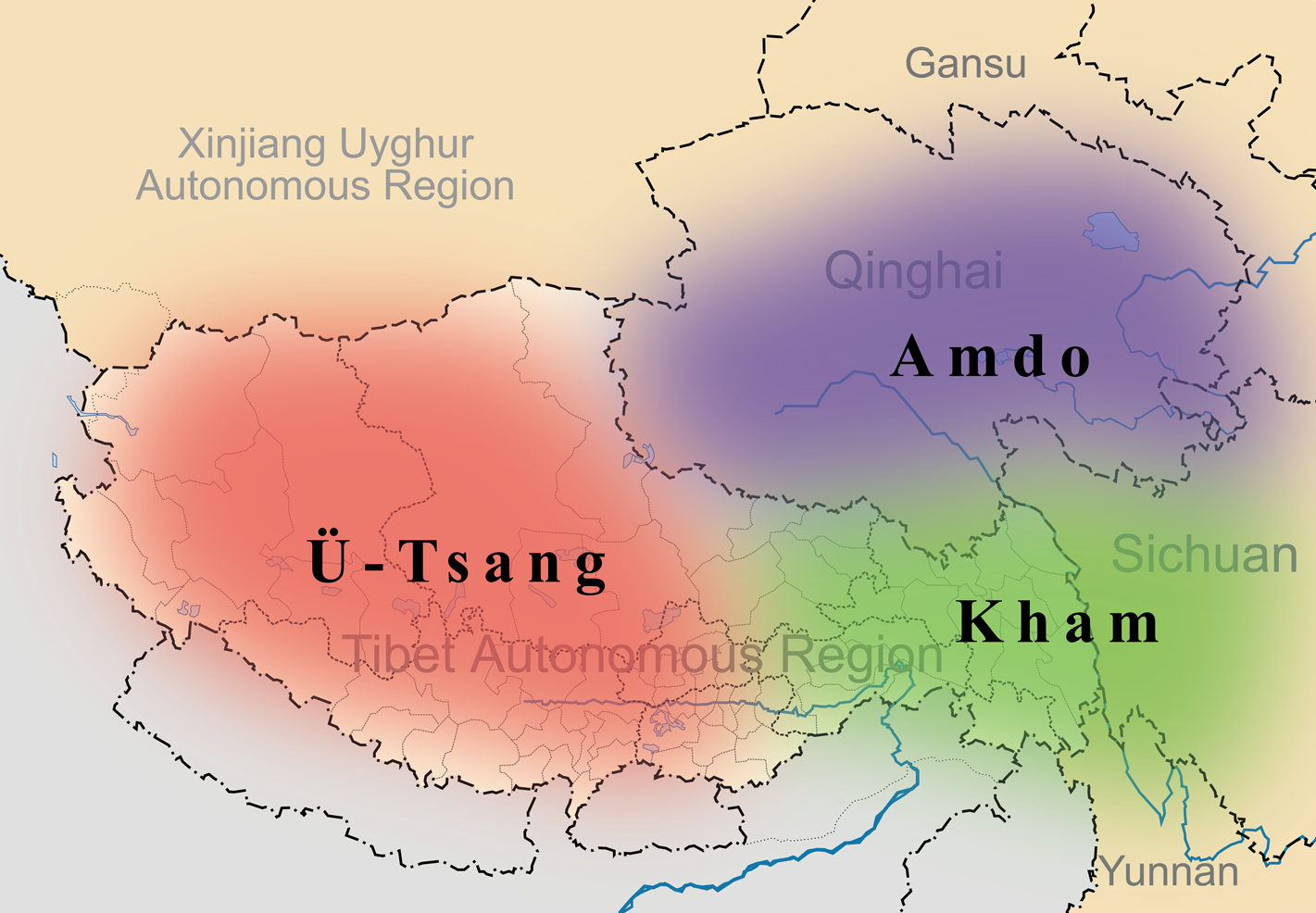
「チベット３チョルカ」の位置図。図中のAmdoがドメー宣慰司、Khamがドカム宣慰司、U-Tsangがウー・ツァン・ガリコルスム等三路宣慰司にほぼ相当する。

13世紀半ばにチベットを征服したモンゴル帝国は十進法に基づく万戸制度を持ち込むと同時に、チベット高原を「ドメー」「ドカム」「ウーツァン」の「3チョルカ（漢語訳は三道/三路）」に分割して支配した。『元史』などの漢文史料では「3チョルカ」を「西番三道宣慰使司」と呼び、「ドメー」「ドカム」「ウーツァン」の支配機構をそれぞれ「吐蕃等処宣慰使司都元帥府」「吐蕃等路宣慰使司都元帥府」「烏思蔵納里速古児孫等三路宣慰使司都元帥府」と表現する。チベット語史料の『漢蔵史集』はウーツァンの領域を「ジャユル・ガリ・グンタンより以下、ソクラキャボより以上」とし、その中心地がサキャ寺であったと記す。
また、同じく『漢蔵史集』によると「ドメー」「ドカム」「ウーツァン」にはそれぞれポンチェン（聖権の長たる座主に対する、俗世界＝俗権の長）が置かれていたとされるが、そもそもポンチェンという地位の起源は、サキャ・パンディタがチベット侵攻を担当するモンゴルの王族コデンの下を訪れる際に、自らの代行者としてシャーキャ・サンポ（Chakya bzang po）を任命したことに遡るものであった。モンゴル側でクビライが即位するとサキャ・パンディタとともにモンゴルの下を訪れていたパクパが帝師として取り立てられ、モンゴルの後ろ盾を得たパクパが至元2年（1265年）に一時チベットに戻った際に初めてシャーキャサンポを「ポンチェン」に任命したという。『漢蔵史集』は「サキャ・ポンチェンのシャーキャ・サンポ」「東部ドメーのリンチェン・ツォンドゥー」「ドカム地方のリンポチェトンツル」を「最も早くサキャに対し大功を立てた三人」と述べている。ポンチェンの位置づけについては諸説あるが、ポンチェン＝宣慰使（宣慰使司の長）と見る説と、両者は本来別個の存在であるが職掌を兼ねることもあったとする説の、二通りの見解がある。
モンゴルによるチベット支配はサキャ派を通じて進められたため、ウーツァン宣慰司は「西番三道宣慰使司」の中で最も豊富に記録が残っている。先述したようにポンチェン制度はパクパの帝師就任に伴って整備されたものであるが、チベット内部における反対勢力も根強く、至元12年（1275年）にパクパがチベットに帰還した際にはサキャ派の内部抗争（クンガ・サンポの乱）が起こっている。更に、パクパの死後にはサキャ派にも拮抗する大勢力のディクン派が蜂起し（ディクン派の乱）、ウーツァン地方は6年に渡って戦火に包まれた。サキャ派はツァン地方（中央チベット西部）、ディクン派はウー地方（中央チベット東部）の代表的勢力であるため、チベット語史料上ではこの戦乱の結果「こうしてウーとツァンは、あたかも梟と鴉のごとく（互いに怨恨を抱くように）なった」と表現している。
「クンガ・サンポの乱」「ディクン派の乱」ではともに「上手のホル（チベット高原西北部、中央アジアの遊牧勢力を指す）」と呼ばれる勢力が介入しようとしていたとされ、これを受けて大元ウルスはジャムチを西部ガリ地方まで延長し支配権を西方に広げた。こうして、「烏思蔵宣慰司」は西部ガリ地方まで支配圏を伸ばすようになり、「ウーツァン（烏思蔵）・ガリコルスム（納里速古児孫）等三路宣慰使司都元帥」と改名した。
洪武元年（1368年）に明朝を建国した洪武帝はチベットを軍事的に支配しようとはしなかったが、使者を派遣し大元ウルスが授けた官職を再認することで自らの権威を示そうとした。洪武7年（1374年）には「ドカム・ウーツァン（朶甘烏思蔵）の僧ダルマパーラ（答力麻八刺）と故元帝師パクパ（八思巴）の後クンガ・ギェンツェン（公哥監藏ト使）」らが明朝に投降したので、「咎多桑古魯寺」に居住せしめたという。「咎多桑古魯寺」は明らかにツォムドサムドゥプ寺であり、咎多桑古魯寺＝ツォムドサムドゥプ寺を中心とした朶甘＝ドカム地方の統治体制はこの時点でも継続していたようである。洪武6年（1373年）に「摂帝師（帝師の代行者）」を称するナムギェン・パルサンポが明朝朝廷に来朝した時、洪武帝はこれに対して「烏思蔵朶甘衛（ウーツァン・ドカム）指揮使司、宣慰司二、元帥府一、招討司四、万戸府十三、千戸所四」の設置を認めており、これこそ烏思蔵納里速古児孫等三路宣慰使司都元帥府の後身と見られる。

## 組織
- 烏思蔵納里速古魯孫等三路宣慰使司都元帥府・宣慰使五員・同知二員・副使一員・経歴一員・鎮撫一員・捕盜司官一員。
  - 納里速古児孫元帥（ガリコルスム元帥）：二員。
  - 烏思蔵管蒙古軍都元帥（ウーツァン管蒙古軍都元帥）：二員。
  - 擔裏管軍招討使：一員。
  - 烏思蔵等処転運（ウーツァン等処転運）：一員。
  - 沙魯田地裏管民万戸（シャル万戸）：一員。
  - 搽里八田地裏管民万戸（ツェルパ万戸）：一員。
  - 烏思蔵田地裏管民万戸（ウーツァン万戸）：一員。
  - 速児麻加瓦田地裏管民官（ドメー万戸）：一員。
  - 撒剌田地裏管民官（ドメー万戸）：一員。
  - 出蜜万戸（チュミ万戸）：一員。
  - 嗸籠答剌万戸（オルダ万戸）：一員。
  - 思答籠剌万戸（タクルン万戸）：一員。
  - 伯木古魯万戸（パクモドゥ万戸）：一員。
  - 湯卜赤八千戸（タンポチェパ千戸）：四員。
  - 加麻瓦万戸（ギャルパ万戸）：一員。
  - 札由瓦万戸（チャユルパ万戸）：一員。
  - 牙里不蔵思八万戸府（ヤザンパ万戸）：達魯花赤一員・万戸一員・千戸一員・擔裏脱脱禾孫一員。
  - 迷児軍万戸府（ディクン万戸）：達魯花赤一員・万戸一員・初厚江八千戸一員・卜児八官一員。

モンゴル支配時代にウーツァン地方に設置された万戸府は後世のチベット語史書で特筆され、「チベット十三万戸」と呼称される。ただし同時代の史料には「十三万戸」という表現は全く見られないため、モンゴル支配時代を通じて「十三万戸」が常に存在したわけではない、とする説が主流である。